# ケフェウス座V354星
ケフェウス座V354星（ケフェウスざV354せい）は、銀河系内に存在する赤色超巨星である。また、LC型の脈動変光星で、変光星総合カタログでは明るさが10.82等から11.35等まで変化するとされる。太陽からの距離はおよそ9,000光年と見積もられ、直径は太陽の690倍から1,520倍程度と推測されており、大きい方の推定値を採用するならば、既知の恒星の中で特に大きく光度の高いものの一つとなる。もしこの恒星を太陽系の中心に置いたと仮定すれば、半径は3.2から7.1AUとなるので、大きい場合は木星軌道の外、小さい場合でも火星軌道よりは外にまで達する。

## 同定
ケフェウス座V354星は、IRASや2MASSの観測によって、赤色超巨星で変光星であることがわかっているが、1981年に変光星総合カタログに収録される前は、ほとんど知られていなかった。ヘンリー・ドレイパーカタログやボン掃天星表には含まれておらず、かろうじてディアボーン天文台のカタログにみられるが、そのカタログ名が使われたことはほとんどない。
一方で、ケフェウス座V354星はしばしば、Case 75という名称で扱われる。これは、ワーナー＆スウェイジー天文台の赤外線観測によってみつかった、異常に赤いM型星のカタログからきている。また、近くにあるF型星BD+58°2450と同じ星とされたことがあるが、これは誤りである。

## 距離
ケフェウス座V354星は遠く、年周視差の測定から距離を決めることはできない。ケフェウス座OB1アソシエーションの近くに位置しており、その一員ではないかとみられる。そうだとすれば、このアソシエーションまでの距離およそ9,000光年と同程度の距離と考えられる。

## 特徴
ケフェウス座V354星の光度や大きさについては、議論の余地がある。最初にこの星の半径が綿密に推定された際は、非常に明るい放射等級に基づいて半径が太陽の1,520倍と求められ、既知の恒星の中で最も巨大なものの一つとされた。一方で、測光観測の結果に基づく推定では、光度はその1/5となり、その光度での典型的な半径を計算すると、太陽の690倍になる。この差は、光度を推定する過程で生じたものとみられるが、その原因は説明できていない。
減光の推定においても差異が生じており、かたや2等級、かたや6等級という結果が出ている。